# Porsche Tennis Grand Prix 2008
Porsche Tennis Grand Prix 2008 — тенісний турнір, що проходив на закритих кортах з твердим покриттям. Це був 31-й за ліком Porsche Tennis Grand Prix. Належав до турнірів 2-ї категорії в рамках Туру WTA 2008. Відбувся на Porsche Arena в Штутгарті (Німеччина). Тривав з 27 вересня до 5 жовтня 2008 року.

## Переможниці та фіналістки

### Одиночний розряд
Єлена Янкович —  Надія Петрова 6–4, 6–3
- Для Єлени Янкович це був 3-й титул за сезон і 8-й - за кар'єру.

### Парний розряд
Анна-Лена Гренефельд /  Патті Шнідер —  Квета Пешке /  Ренне Стаббс 6–2, 6–4